# A Revista Pop Apresenta o Punk Rock
A Revista Pop Apresenta o Punk Rock (número de registro: 6300 288) é uma coletânea lançada em LP no ano de 1977 pela gravadora Philips e pela extinta revista POP. Possui 12 faixas.
Segundo o cartunista Márcio Baraldi, este LP é importantíssimo para a história do rock no Brasil, pois serviu pra abrir as portas para o punk rock.
Na contracapa, um texto do jornalista e crítico Okky de Souza explicava de maneira didática o que era o punk rock.

## Faixas
Fonte:
Lado A
1. "God Save the Queen" - Sex Pistols - 3:20
2. "Loudmouth" - Ramones - 2:14
3. "In the City" - The Jam - 2:15
4. "I Might be Lying" - Eddie and the Hot Rods - 2:53
5. "Young Savage" - Ultravox - 2:56
6. "Cherry Bomb" - The Runaways - 2:17

Lado B
1. "Now I Wanna Sniff Some Glue" - Ramones - 1:34
2. "Pretty Vacant" - Sex Pistols - 3:07
3. "Everyones a Winner" - London - 2:32
4. "Slow Down" - The Jam - 2:16
5. "Writing on the Wall" - Eddie and the Hot Rods - 2:40
6. "Boozy Creed" - Stinky Toys - 4:23